# Phormium colensoi
A Phormium colensoi az egyszikűek (Liliopsida) osztályának spárgavirágúak (Asparagales) rendjébe, ezen belül a fűfafélék (Asphodelaceae) családjába tartozó faj.

## Előfordulása
A Phormium colensoi előfordulási területe Új-Zélandon van; úgy az északi, mint a déli főszigeten is. Az ember betelepítette az Egyesült Királyságba.

## Képek

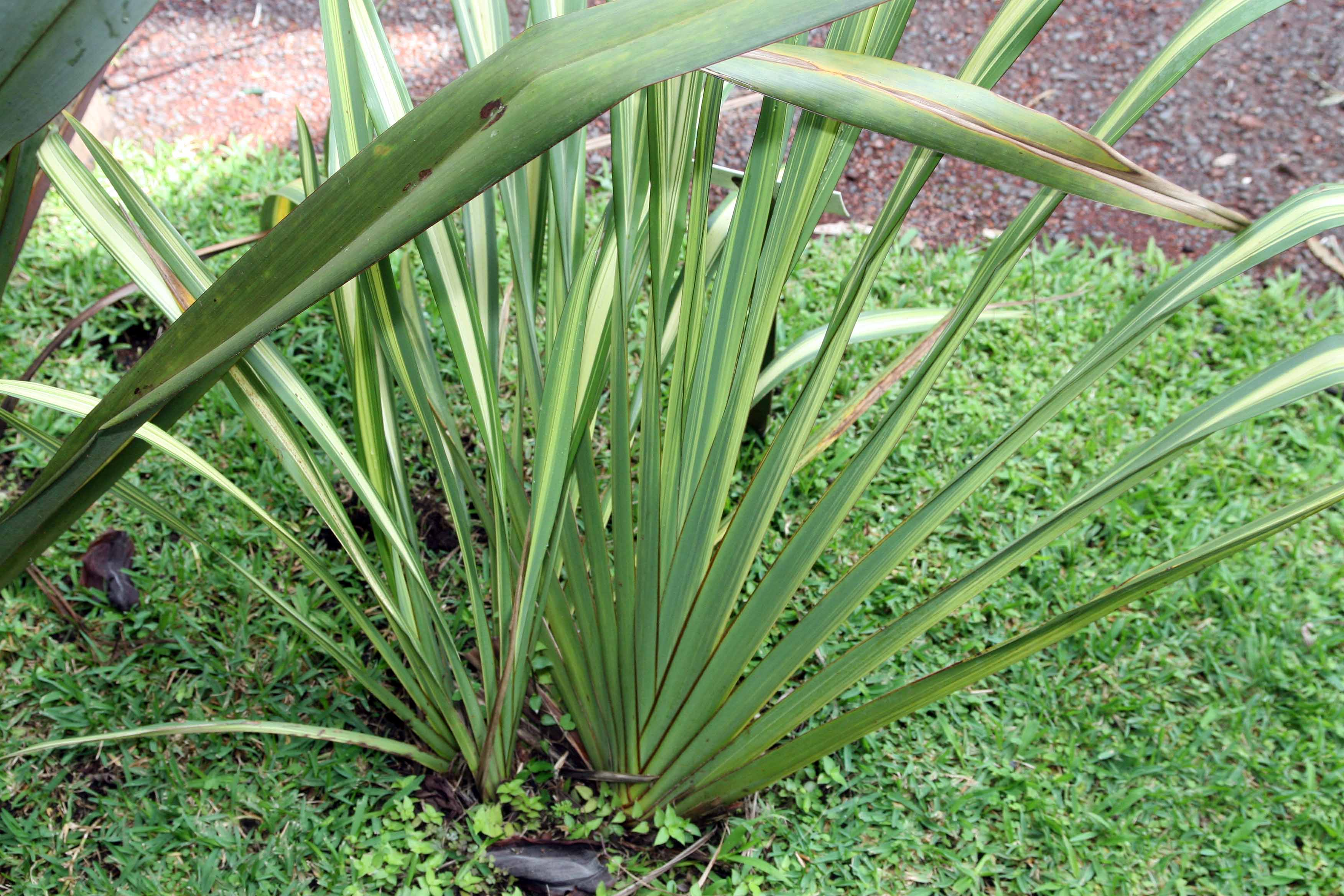
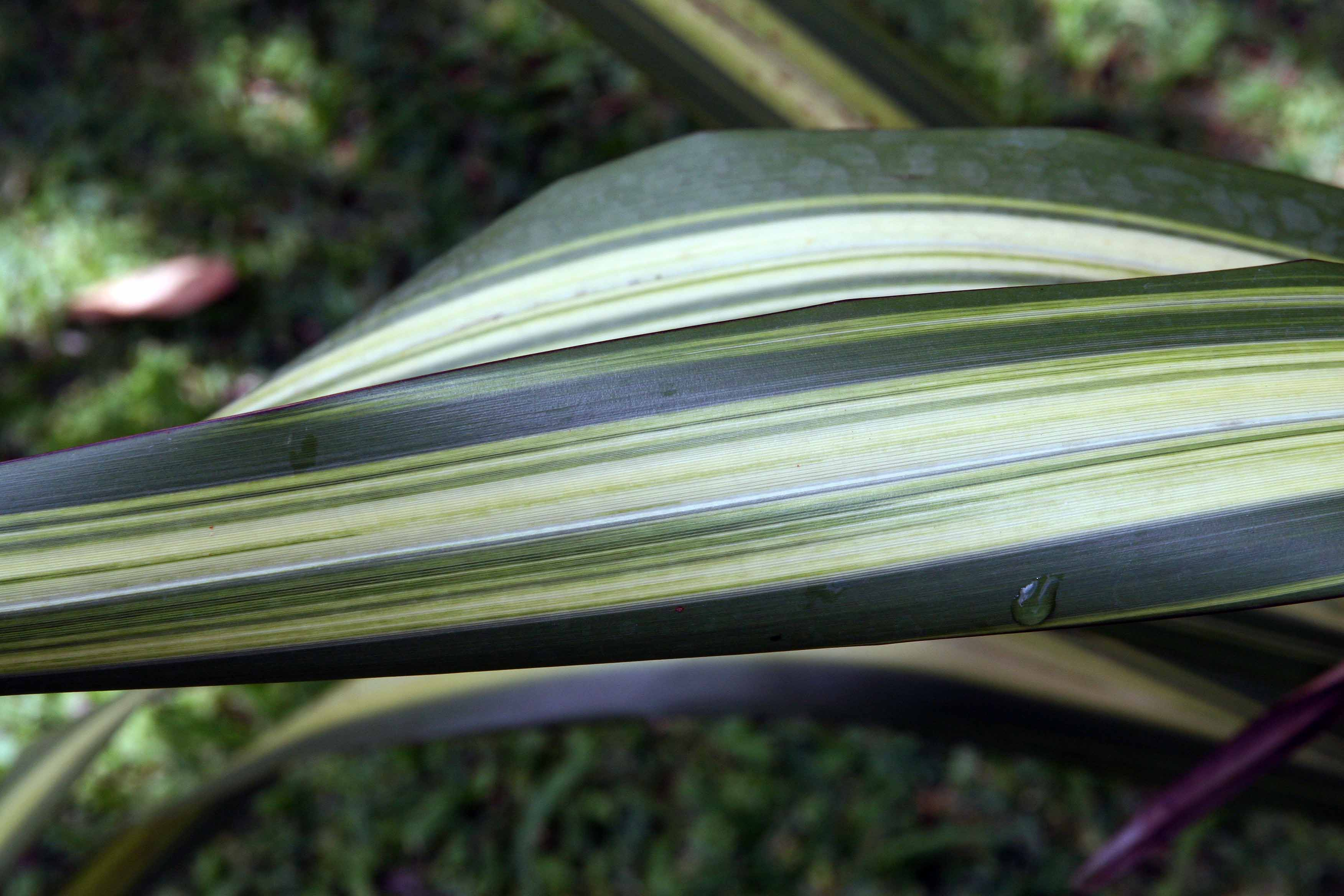
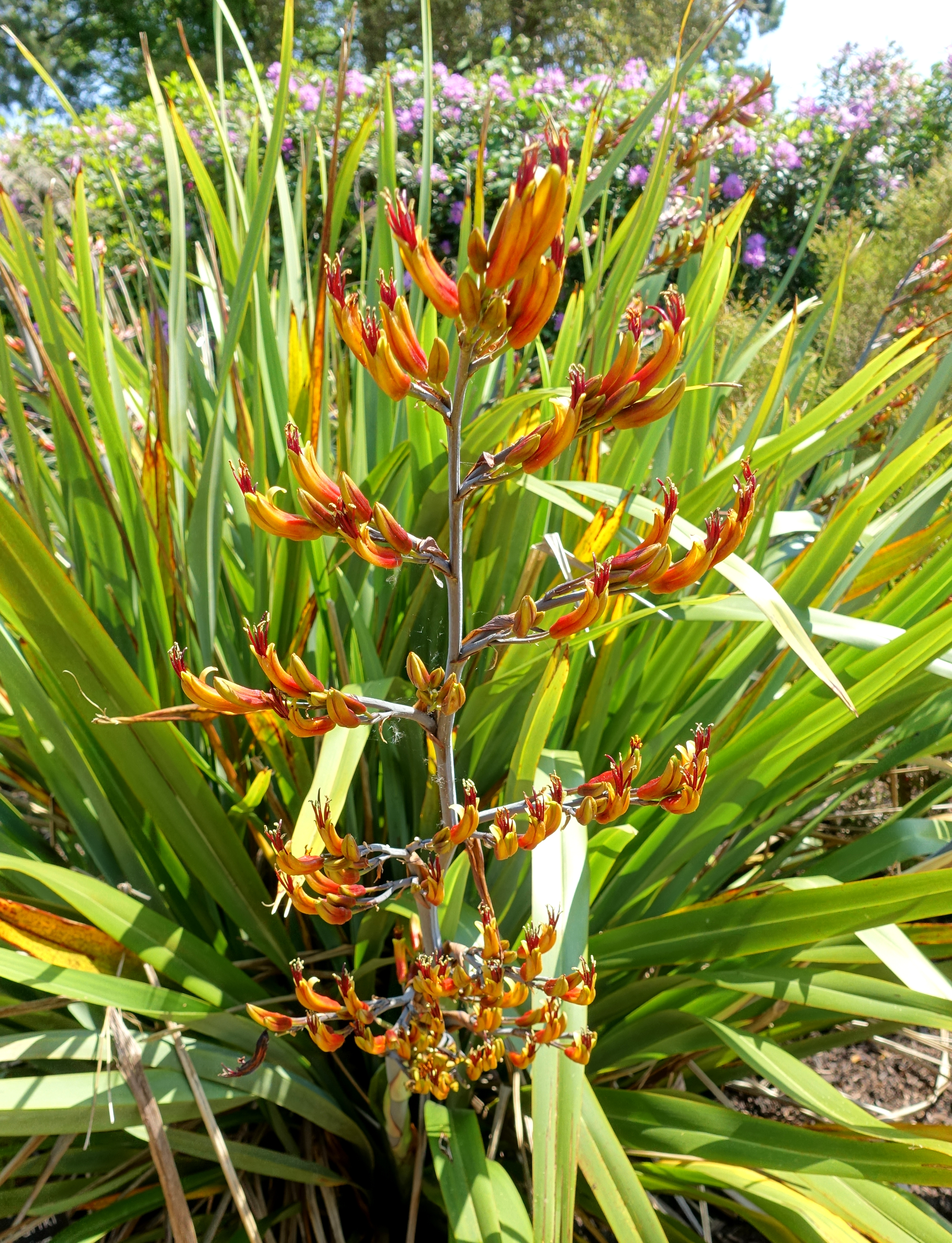
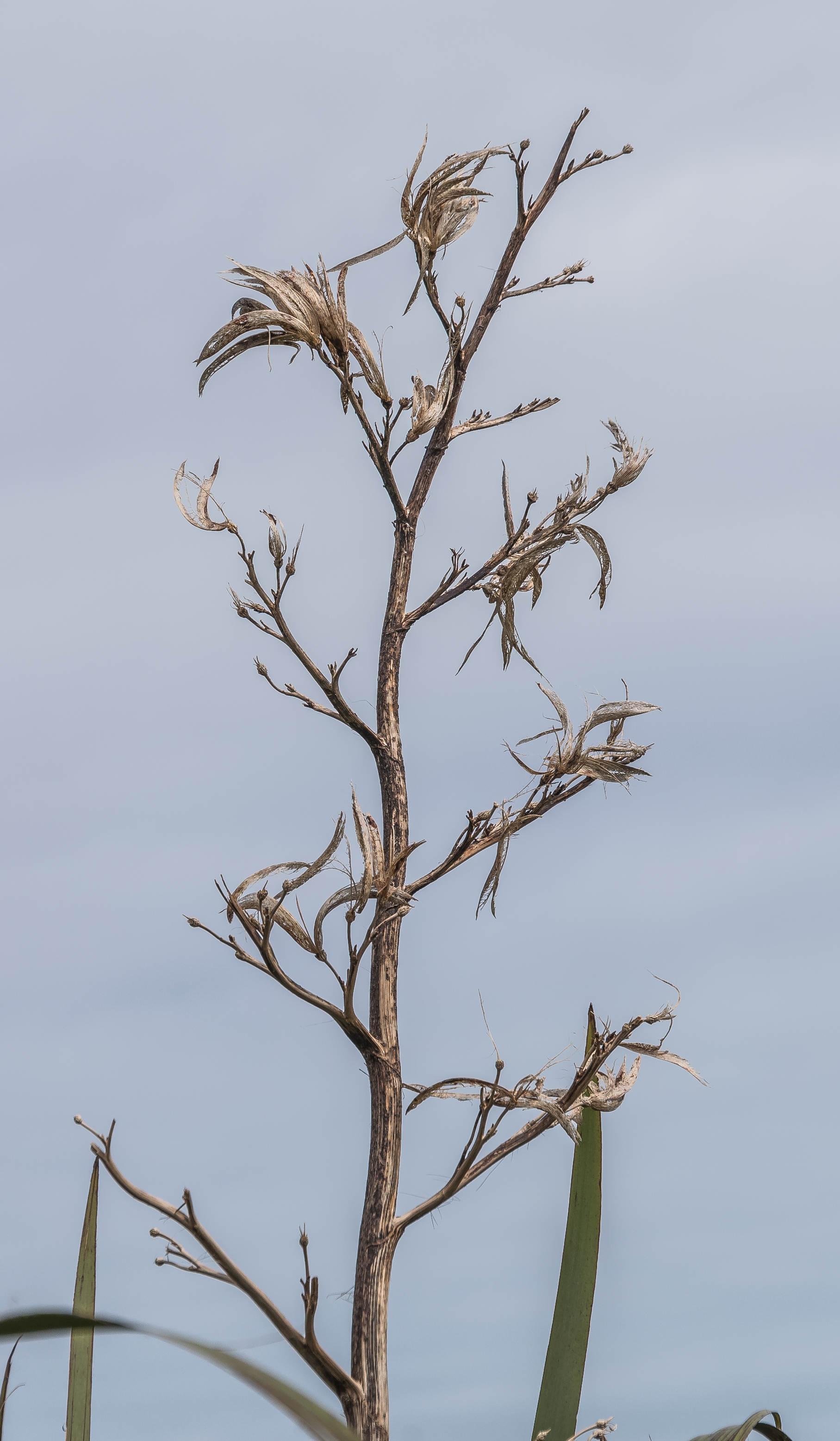
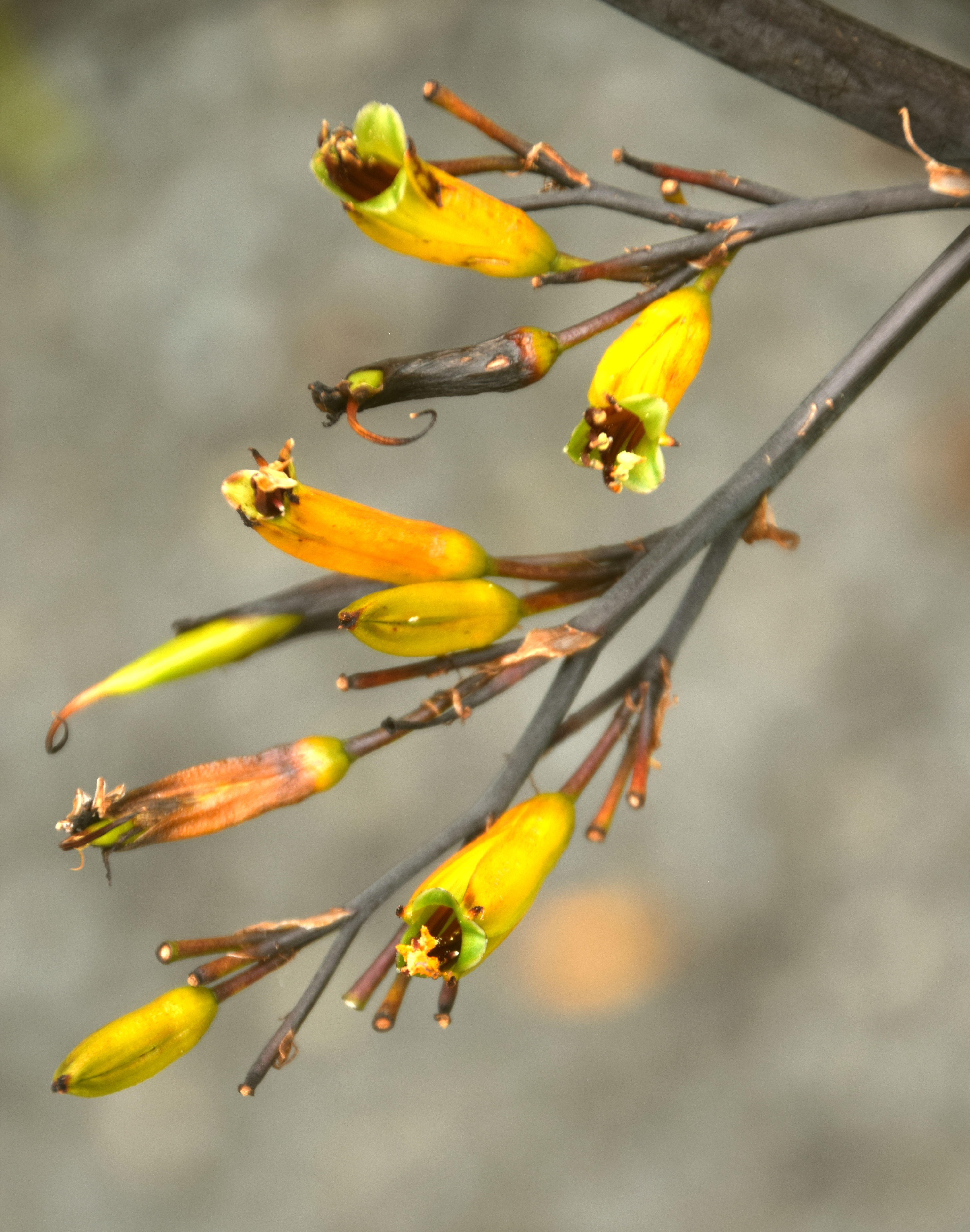